# 横山隆貴
横山 隆貴（よこやま たかおき、文政10年11月13日（1827年12月30日） - 安政5年4月20日（1858年6月1日））は武士、加賀藩加賀八家横山家の嫡男。加賀八家横山家第12代当主（名目上）。
父は加賀藩年寄横山隆章。妹は奥村直温の夫人・釥（きよ）。子は横山隆平。通称は三郎、求馬亮、大膳。

## 人物
加賀国金沢（現・石川県金沢市）出身。文政10年（1827年）11月13日、加賀藩年寄横山隆章の長男として生まれる。天保15年（1844年）、新知2500石を与えられ、藩主前田斉泰に近侍した。安政5年（1858年）4月20日、父に先立って死去した。墓所は石川県金沢市野田山墓地。嫡男の隆平は隆章の家督を嫡孫承祖し、明治33年（1900年）に男爵に叙され華族となっている。隆興は隆平と共に銅山経営で財を成した。